# Abies durangensis
Abies durangensis es una especie de conífera perteneciente a la familia Pinaceae. Son endémicas de México donde se encuentran en Durango, Chihuahua, Coahuila, Jalisco y Sinaloa. También es conocido como 'Árbol de Coahuila' y 'pino mexicano'.

## Descripción
Es un árbol que alcanza los 40 metros de altura con un tronco recto que tiene 150 cm de diámetro. Las ramas son horizontales y la corteza de color gris. Las hojas son verde brillante de 20–35 mm de longitud por 1-1.5 mm de ancho. Tiene los conos de semillas erectos en ramas laterales sobre un corto pedúnculo. Las semillas son resinosas con una núcula amarilla con alas.

## Taxonomía
Abies durangensis fue descrita por Maximino Martínez y publicado en Anales del instituto de Biología de la Universidad Nacional de México 13: 2. 1942.
Etimología
Abies: nombre genérico que viene del nombre latino de Abies alba.
durangensis: epíteto geográfico que alude a su localización en Durango.
Variedades
- Abies durangensis var. coahuilensis (I. M. Johnst.) Martínez

Sinonimia
- Abies durangensis subsp. neodurangensis (Debreczy, I.Rácz & R.M.Salazar) Silba'
- Abies neodurangensis Debreczy, I.Rácz & R.M.Salazar[6][7]

var. coahuilensis (I.M.Johnst.) Martínez
- Abies coahuilensis I.M.Johnst.
- Abies durangensis subsp. coahuilensis (I.M.Johnst.) Silba